# Théâtre de Naum
 (avril 2025).
La mise en forme du texte ne suit pas les recommandations de Wikipédia : il faut le « wikifier ».
Les points d'amélioration suivants sont les cas les plus fréquents. Le détail des points à revoir est peut-être précisé sur la page de discussion.
- Les titres sont pré-formatés par le logiciel. Ils ne sont ni en capitales, ni en gras.
- Le texte ne doit pas être écrit en capitales (les noms de famille non plus), ni en gras, ni en italique, ni en « petit »…
- Le gras n'est utilisé que pour surligner le titre de l'article dans l'introduction, une seule fois.
- L'italique est rarement utilisé : mots en langue étrangère, titres d'œuvres, noms de bateaux, etc.
- Les citations ne sont pas en italique mais en corps de texte normal. Elles sont entourées par des guillemets français : « et ».
- Les listes à puces sont à éviter, des paragraphes rédigés étant largement préférés. Les tableaux sont à réserver à la présentation de données structurées (résultats, etc.).
- Les appels de note de bas de page (petits chiffres en exposant, introduits par l'outil «  Source ») sont à placer entre la fin de phrase et le point final[comme ça].
- Les liens internes (vers d'autres articles de Wikipédia) sont à choisir avec parcimonie. Créez des liens vers des articles approfondissant le sujet. Les termes génériques sans rapport avec le sujet sont à éviter, ainsi que les répétitions de liens vers un même terme.
- Les liens externes sont à placer uniquement dans une section « Liens externes », à la fin de l'article. Ces liens sont à choisir avec parcimonie suivant les règles définies. Si un lien sert de source à l'article, son insertion dans le texte est à faire par les notes de bas de page.
- La présentation des références doit suivre les conventions bibliographiques. Il est recommandé d'utiliser les modèles {{Ouvrage}}, {{Chapitre}}, {{Article}}, {{Lien web}} et/ou {{Bibliographie}}. Le mode d'édition visuel peut mettre en forme automatiquement les références.
- Insérer une infobox (cadre d'informations à droite) n'est pas obligatoire pour parachever la mise en page.

Pour une aide détaillée, merci de consulter Aide:Wikification.
Si vous pensez que ces points ont été résolus, vous pouvez retirer ce bandeau et améliorer la mise en forme d'un autre article.

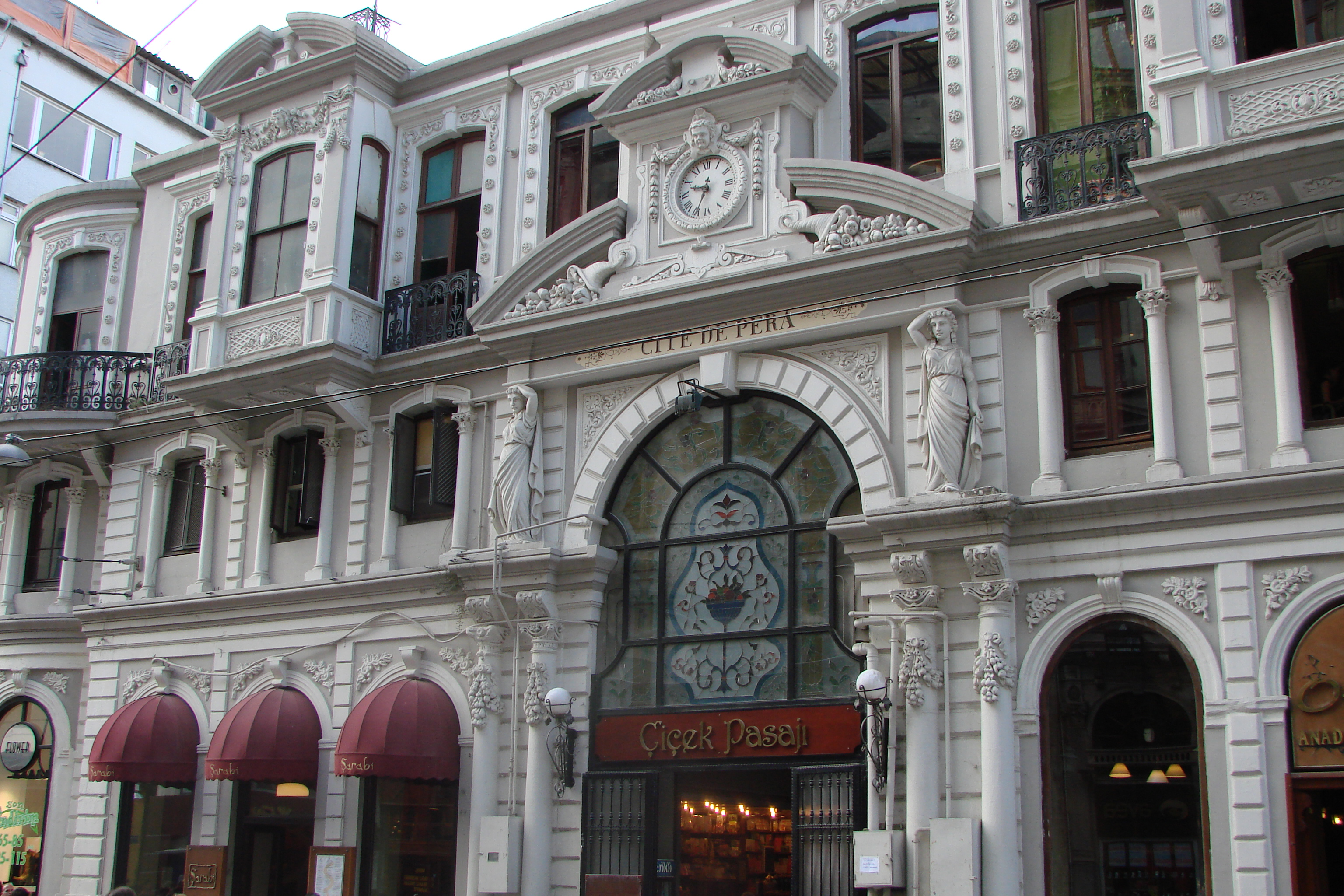
Çiçek Pasajı qui est situé sur le site du théâtre actuel

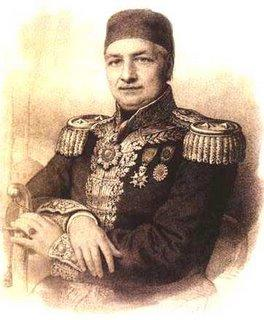
Donizetti Pacha, qui était le directeur musical du théâtre de Naum

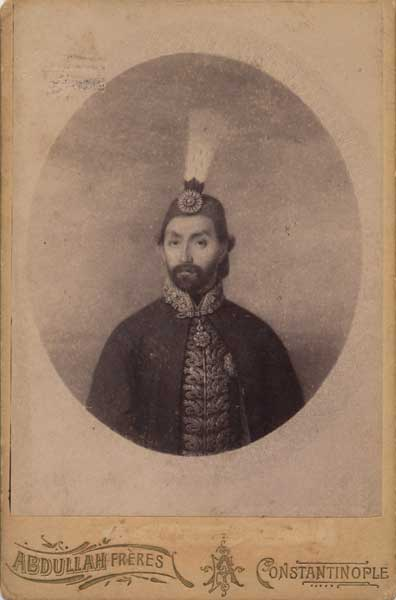
Il y avait une loge spéciale au théâtre de Naum pour le sultan Abdülmecid I^{er}

Le Théâtre de Naum fut un théâtre d'opéra actif entre les années 1844 et 1870, situé à Pera, Constantinople, à l'emplacement de l'actuel Çiçek Pasajı.
Deuxième théâtre construit à Constantinople, après le Théâtre-Français construit par le vénitien près de Galatasaray, le théâtre de Naum occupe une place importante dans la naissance et le développement du théâtre dans l’Empire ottoman. Son nom est tiré de celui de son exploitant, Mihail Naum.
Utilisé comme théâtre du palais sous le règne d'Abdülmecid Ier, il est le siège d'événements théâtraux importants de la période Tanzimat,.
Le bâtiment du théâtre diparait lors de l'incendie de Pera en 1870. La rue où se trouve aujourd'hui le marché aux poissons est nommée Rue de Scène (Sahne Sokak) en mémoire du théâtre.

## Histoire
La maison appartenant au sujet ottoman Tütüncüoğlu Mihail Naum, située à l'intersection de la Grande Rue de Pera et de l'actuelle Sahne Sokak, a brûlé en 1831 ; Un bâtiment de théâtre en bois a été construit sur le terrain par l'illusionniste italien Giovanni Bartolomeo Bosco en 1839. Les représentations théâtrales se sont poursuivies de façon saisonnière jusqu'en 1844 sur cette scène, appelée le Théâtre Bosco, où Bosco a présenté ses talents de jongleur et où des artistes européens ont joué des pièces de théâtre.
Mihail Naum reprit le Théâtre Bosco, en face de l'actuel lycée Galatasaray, et le réinaugure sous le nom de Théâtre de Péra en 1844. C'était un lieu où se déroulaient non seulement des pièces théâtrales mais aussi des opéras, la première œuvre mise en scène au théâtre de Naum était notamment Lucrèce Borgia de Gaetano Donizetti.
Pendant cette période, les opéras arrivaient généralement à Constantinople depuis l'Italie et étaient mis en scène dans la capitale ottomane à peu près les mêmes moments avec des centres européens comme Paris et Londres. Par exemple, l'opéra Ernani, composé par Giuseppe Verdi en 1844, a été mis en scène à Constantinople le 1er février 1846. La majorité des opéras joués au théâtre de Naum avaient été composés par Vincenzo Bellini, Gaetano Donizetti et Gioachino Rossini.
La structure en bois a été détruite dans un incendie en 1846. Après l'incendie, Mihail Naum, avec l'aide du sultan Abdülmecid Ier, fit construire une nouvelle structure en maçonnerie à la place du théâtre. Le nouveau bâtiment a été construit par l'architecte William Smith, venu à Constantinople pour construire l'ambassade britannique. Construit et décoré avec des pierres taillées extrêmement luxueuses, comparables à ses homologues européennes ; les murs intérieurs étaient décorés d'ornements en feuilles d'or et les sièges étaient décorés de tissu de soie fine ; La loge du sultan, à laquelle on accède par une porte spéciale, a été construite pour le sultan Abdülmecid Ier.
Le théâtre rouvrit ses portes le 4 novembre 1848 avec Macbeth de Verdi. En décembre de la même année, le sultan Abdülmecid Ier alla voir le nouveau théâtre sans le prévenir après les prières du vendredi et fut très impressionné par le bâtiment et sa décoration, en particulier le mécanisme qui soulevait et abaissait les décorations. Le 9 février 1849, il assiste à l'opéra « Linda di Chamouix » de Donizetti au théâtre de Naum ; au moment de son départ, il a offert aux artistes 50 000 kuruş.
Le théâtre fut rebaptisé Théâtre Italien Naum en 1849. Alors qu'Istanbul était remplie de bureaucrates, d'artistes et d'intellectuels fuyant leur pays en raison des soulèvements anti-monarchistes en Europe, le théâtre de Naum servait également de salle de bal pour cette foule européenne.
L'un des événements importants de l'histoire du théâtre est l'arrivée inattendue d'Abdümecid au théâtre de Naum le 26 mars 1851, à l'heure de la représentation, avec trois futurs sultans (Murad V, Abdülhamid II et Mehmed V) pour assister à la pièce avec le public. Peu de temps après cette représentation, une bagarre éclata entre les partisans de deux prima donnas, Rosina Penco et Marcella Lotti, et un meurtre fut commis dans l'opéra, provoquant la fermeture du théâtre pendant une courte période.
Dans une lettre à sa mère, Gustave Flaubert écrit qu'il a assisté à un opéra de Gaetano Donizetti au théâtre de Naum le lendemain de son arrivée à Constantinople en 1850.
À la fin des représentations de 1849-1850, le théâtre de Naum commença à se concentrer uniquement sur l'opéra. Donizetti Pacha travaillait comme directeur musical du théâtre.
Naum, qui entretenait de très bonnes relations avec le palais, obtint le droit de mettre en scène des opéras pendant 15 ans au cours de la saison 1851-1852 et invita à Istanbul une troupe d'opéra italienne permanente de 117 personnes, avec son chœur, son orchestre, son personnel technique et ses directeurs,. Le groupe a interprété la première turque de l'opéra de Verdi « I Masnadieri ». L'opéra de Verdi Il trovatore a été joué par ce groupe au théâtre de Naum le 18 novembre 1853, seulement 10 mois après sa première à Rome le 19 janvier 1853.
L'accès au gaz par une ligne d'usine à gaz établie à Dolmabahçe en 1857 fut un tournant pour le théâtre. Ainsi, la salle atteignit une luminosité jusque-là inimaginable. L'inscription du nom du théâtre et les armoiries ottomanes avec l'étoile et le croissant sur la façade avant du théâtre font parler d'elles pendant des jours.
Le répertoire du théâtre de Naum étant composé d'œuvres de compositeurs italiens et français à ses débuts, il attirait l'élite non musulmane d'Istanbul et les étrangers. L'intérêt du sultan Abdulmecid pour le théâtre et ses généreux dons l'ont rendu populaire auprès des bureaucrates et des intellectuels militaires et civils ottomans. Parmi le public figuraient des célébrités telles que l'empereur François-Joseph d'Autriche, l'impératrice Eugénie de France, le prince héritier Édouard d'Angleterre et son épouse Alexandra (7 avril 1869).
En 1868, un grand dîner fut organisé à Naum pour célébrer le premier anniversaire du Royaume-Uni d'Italie. Le sultan Abdülaziz est venu au théâtre de Naum pour cette représentation. Il a déclaré qu'il avait beaucoup aimé les performances et a fait don de 1 000 livres aux artistes.
Le Barbier de Séville de Rossini, Norma de Bellini, Don Pasquale de Gaetano Donizetti, Fra Diavolo et La Demoiselle muette de Portici d'Auber ; Atilla, Rigoletto, Un Ballo in Maschera, Ernani, La Traviata et Nabucco de Verdi font partie des œuvres mises en scène au Théâtre Naum. Le premier opéra de Dikran Tchouhadjian, Arshak II, fut mis en scène en italien au cours de la saison 1868-1869, et l'année suivante, un nouvel arrangement de Olimpia, fut joué en arménien.
Le théâtre de Naum a été complètement incendié lors du grand incendie de Pera qui a commencé dans la maison d'un immigrant hongrois à Valideçeşme le dimanche 5 juin 1870 et a atteint la Grande Rue de Pera.
La Galerie Hristaki a été construit sur le terrain acheté par le banquier grec Christakis Zografos Efendi (aujourd'hui Çiçek Pasajı). Aujourd'hui, en entrant dans le Çiçek Pasajı, les statues féminines visibles des deux côtés et l'horloge au-dessus proviennent du théâtre de Naum. La rue où se trouve aujourd'hui le marché aux poissons est nommée Rue de Scène (Sahne Sokak) en mémoire du théâtre.